# Erikas Mačiūnas
Erikas Mačiūnas (* 9. September 1955 in Klaipėda) ist ein litauischer Arzt und Politiker.

## Leben
Nach dem Abitur an der Mittelschule absolvierte er 1979 das Diplomstudium der Medizin an der Vilniaus universitetas.
Von 1991 bis 1996 war er Direktor des Zentrums für Hygiene, ab 1997 Direktor des Zentrums für Umweltgesundheit.
Seit 2013 ist er stellvertretender Gesundheitsminister Litauens im Kabinett Butkevičius (16. Regierung).